# ロックンバナナ
有限会社ロックンバナナは、1989年1月27日に設立された音響制作会社。本社所在地は東京都練馬区栄町43-6　HOUSE CONCORD。代表取締役は沢田昌孝 (Mas Sawada)。ゲームやCM向けの音声を制作する他、所属タレントがインターネットラジオの放送を行っている。

## 沿革
- 1989年（平成元年）1月27日:芸能プロダクション有限会社ロックンバナナ設立。「シュガーティッツ」テイチクレコードをマネージメント
- 1991年（平成3年）:有限会社ロックンバナナの音響制作部門を設立。その後、業務の主流を制作業務に移行
- 1991年（平成3年）:著作権フリーCD「ザ・100発ジングル集ver1」を発売
- 1996年（平成8年）:お子様向け企画CD「deer」発売
- 1999年（平成11年）11月1日:「イエローテイル」を事業部として設立し、プロダクション業務再開
- 2002年（平成14年）:歌手部門のプロダクション「シェイクエンターテイメント」を設立
- 2003年（平成15年）:タレント養成機関「EEA（江古田エンターテイメントアカデミー）」を設立
- 2005年（平成17年）6月9日:イエローテイル事業部とシェイクエンターテイメント事業部を統合して有限会社イエローテイルとして独立、法人化
- 2012年（平成24年）:株式会社ロックンバナナアーティストを設立し、ロックンバナナに所属していた歌手、アーティストが移籍
- 2019年（令和元年）11月1日:エイシス傘下の株式会社イエローテイルと業務提携を締結[1]。ロックンバナナアクターズ所属声優がエイシスプロダクションに移籍
- 2024年（令和6年）本社をスタジオ近くに移転

## ロックンバナナアーティスト
2012年（平成24年）4月17日設立。代表取締役は澤田昌孝。

### 所属アーティスト
- カンノユキ
- 咲麻ゆき
- シイナ
- 丹治かな
- 吉岡亜衣加

### 所属クリエイター
- イアン・オブライアン
- 澤田尚多
- Mas Sawada

## かつてロックンバナナアクターズに所属していた主な声優
- 青葉りんご（フリー）
- 上田朱音（フリー）
- 長崎みなみ（フリー）
- 夏野虹花（引退）
- 早瀬弥生（早瀬ゃょぃ[2][3]）（フリー）
- 藤森ゆき奈（引退）
- 雪村とあ（フリーを経て、現在はアトリエピーチ所属）
- 星鹿りえ（フリー）
- 蓬かすみ（フリー）
- 春日アン
- みたかりん
- 天咲しろな
- 桜糀まい
- 明島ゆうり（イエローテイルジュニア所属）

### Eisysプロダクションへの移籍組
- 田中理々
- 民安ともえ
- 浜本郁香
- 宮沢ゆあな
- 加々美澪
- 月野夕紀
- 倉下撫子
- 戸成千恵美
- 鵜飼ちよ